# Club Atlético Central Córdoba (Santiago del Estero)
|  | No s'ha de confondre amb Central Córdoba. |

El Club Atlético Central Córdoba és un club de futbol argentí de la ciutat de Santiago del Estero.
El club va ser fundat el 3 de juny de 1919. Jugà a la primera divisió argentina els anys 1967 i 1971.